# Edgbaston
Edgbaston es una parte de la ciudad de Birmingham, en Inglaterra (Reino Unido). Constituye un distrito formal gobernado por su propia junta de distrito. Está dividido, como el resto de los distritos de Birmingham, en cuatro wards: el homónimo de Edgbaston y los de Bartley Green, Harborne y Quinton.
Edgbaston tiene tradicionalmente la reputación de ser una de las zonas más acomodadas de Birmingham por lo que se alude a ella como «donde nacen los árboles».[cita requerida] En el siglo XIX la zona estaba bajo el control de la familia Gough-Calthorpe, que impidió la construcción de fábricas y almacenes en Edgbaston, lo que la convirtió en una zona atractiva para la clase media. Sin embargo, aunque las partes central y meridional del distrito mantienen unos residentes de ostensible poder adquisitivo, hay algunas partes en las que el nivel económico ha bajado, con una alta proporción de viviendas privadas en régimen de realquiler por habitaciones, así como viviendas sociales del municipio. En Edgbaston se encuentra, además, la Universidad de Birmingham, establecida como «Birmingham Medical School» en 1825.

## Residentes célebres
El baterista de Pink Floyd Nick Mason nació en Edgbaston. El ingeniero Alec Issigonis vivió en Edgbaston durante buena parte de su vida. El escritor J. R. R. Tolkien vivió allí durante una parte de su infancia, y las torres de Perrott's Folly y Edgbaston Waterworks supuestamente le proporcionaron la inspiración para Las dos torres. El primer ministro británico Neville Chamberlain (1869-1940) nació en una casa llamada Southborne, en Edgbaston. La novelista Barbara Cartland nació en Edgbaston, en el número 31 de la calle Augustus Road.[cita requerida] El as de la aviación de la Primera Guerra Mundial, mayor Arthur Keen (1895-1918) vivió en Edgbaston hasta su servicio militar. La actriz Julie Walters nació en la ciudad.